# Krinner-Kofler-Hütte
Die Krinner-Kofler-Hütte ist eine bewartete Selbstversorgerhütte der Sektion Mittenwald des Deutschen Alpenvereins in 1407 m ü. NHN Höhe südlich unterhalb der Soiernspitze. Sie bietet keinen Winterraum und ist nur von Anfang Juni bis Mitte September geöffnet.
Benannt wurde die Hütte nach den beiden 1932 tödlich verunglückten Bergsteigern Matthias Krinner und Hannes Kofler.

## Geschichte
Im Jahr 1920 gelang es, das ehemalige großherzogliche Jagdschloss auf der Fereinalm zu pachten und als bewirtschaftetes Unterkunftshaus herzurichten. Die Einweihung fand am 17. Juli 1921 statt. Zur Erinnerung an den stets wohlgesinnten fürstlichen Jagdherrn wurde sie „Großherzog-Adolf-Hütte“ genannt. Nach 10 Jahren wurde der Sektion die Hütte gekündigt, konnte aber den sektionseigenen Pferdestall zu einer Unterkunft ausbauen und bewirtschaften. Ab 1933 wurde die Vereinsunterkunft umbenannt in Krinner-Kofler-Hütte, zum Andenken an die beiden extrem Bergsteiger der Sektion, die 1932 an der Aiguille du Dru im Mont-Blanc-Massiv den Tod fanden.
Im Februar 1947 brannte die Hütte infolge Leichtfertigkeit ab. Die Hütte wurde 1951 als Steinbau und in etwas größeren Ausmaßen an der alten Stelle wieder aufgebaut. Sie konnte am 6. Juli 1952 den Bergsteigern feierlich übergeben werden. Ostern 1967 entging die Hütte nur knapp der Vernichtung, sie wurde von einer Lawine verschüttet und schwer beschädigt. Die Hütte wurde im Jahr 2000 erneut Opfer einer Lawine und komplett zerstört. Es erfolgte ein Neubau, der 2004 fertiggestellt werden konnte.

## Zugänge
- Vom Parkplatz Seinsbach an der B 11 zwischen Krün und Mittenwald über den Fahrweg, leicht, Gehzeit: 2 Stunden
- Hinterriß, leicht, Gehzeit: 3,5 Stunden
- Vorderriß, Gehzeit: 4,5 Stunden

## Übergänge
- Soiernhaus über die Jägersruh, mittel
- Hochlandhütte über den Wörnersattel, mittel, Gehzeit: 3 Stunden
- Karwendelhaus über Bäralpl, Gehzeit: 4,5 Stunden

## Gipfelbesteigungen
- Soiernspitze, mittel
- Schöttelkarspitze, mittel
- Wörner  über Wörnersattel und Normalweg (markiert, Kletterstellen im Schwierigkeitsgrad II nach UIAA, nicht gesichert), Gehzeit: 3½ Stunden